# Johnstonville (Kalifornien)
Johnstonville (ursprünglich Toadtown) ist ein census-designated place (CDP) im Lassen County im US-Bundesstaat Kalifornien mit 973 Einwohnern (Stand: 2020). Der Ort liegt etwa 7 km südöstlich von Susanville auf einer Höhe von 1259 m. Er wurde 1857 von Siedlern als Toadtown gegründet. Den heutigen Namen erhielt der Ort zu Ehren von Robert Johnston, der sich um die Entwicklung der Gemeinde verdient machte.

## Persönlichkeiten
- Nevada Barr (* 1952), US-amerikanische Schriftstellerin, wuchs in Johnstonville auf